# 에밀리 번스
에밀리 번스(Emily Burns, 1994년 9월 22일 ~ )는 잉글랜드의 싱어송라이터이다.

## 음반 목록

### 정규 앨범
- Seven Scenes from the Same Summer (2018)

### EP
- Pda (2019)